# Johann Peter Kling
Johann Peter Kling (* 8. März 1749 in Hergenfeld; † 17. Dezember 1808 in Probfeld) war ein pfälzisch-bayerischer Forstbeamter und Donaumoospionier.

## Leben
Kling wurde als Sohn des Lehrers Konrad Kling geboren und katholisch getauft. Die Eltern zogen bald in den südlichen Teil der Kurpfalz, Johann Peter erhielt in Speyer, Mannheim und Wetzlar eine höhere Schulbildung. Vermutlich studierte er Mathematik und Kameralwissenschaft, denn 1774 wurde er Mathematikprofessor an der kurfürstlichen Pagerie. 1780 trat er in die Wirtschaftsverwaltung der Kurpfalz ein und übernahm als Forstkommissarius die Leitung der neu gegründeten Hofforstkammer. Durch Kurfürst Karl Theodor mit der Regelung aller Forstangelegenheiten betraut, avancierte er zwischen 1783 und 1795 zum führenden Forstfachmann der Kurpfalz.
Seit 1795 Forstkammerdirektor in München, legte Kling 1796 als Grundlage für eine bayerische Forstreform eine „Aktenmäßige Geschichte der Waldvermessung in Bayern“ und die Instruktion für die Forstbeamten vor, in der er seine Erfahrungen einbrachte. Durch seinen Ruf als Sachverständiger für alle Fragen der Bodenkultivierung wurde er ab 1796 auch an der Entwässerung und Kultivierung des Donaumooses beteiligt. Er stellte sich dieser Aufgabe als Beamter – und er kaufte sich selbst im Donaumoos ein, indem er – wohl 1801 – zunächst 60 Tagwerk und bald darauf 40 weitere Tagwerk Landwirtschaftsfläche erwarb, die er „Probfeld“ nannte und von einer neu errichteten Hofanlage aus bewirtschaftete. Anlass für dieses direkte Engagement war der große Moorbrand von 1800 gewesen.
Seine bodenkundliche Erfahrung, verbunden mit den damals modernsten landwirtschaftlichen Erkenntnissen, führte das Unternehmen Probfeld zum Erfolg. Kurfürst Maximilian Joseph – seit 1806 erster König von Bayern – würdigte die Eigeninitiative von Kling, auf seinem Versuchsgut „ohne Kosten des Staates eine Landwirtschaft nach geeigneten und höheren Grundsätzen herzustellen und diese dadurch mittels Beispiel und Augenschein zu verbreiten.“ Am 22. Februar 1802 ernannte der Kurfürst den mittlerweile zum Direktor der Generallandes-Direktion beförderten Kling zur „Mittelsperson“, das heißt zum Organisator für die Besiedlung des trockengelegten Donaumooses. Schon zu Lebzeiten haben ihm dafür die Moosbewohner das vom Landesherrn nie verliehene, im Moos aber bis heute benutzte Adelsprädikat „von“ Kling zuerkannt.
Kling starb an Nervenfieber und wurde in Karlskron bestattet; sein Grab existiert nicht mehr.

## Ehrungen
Klingsmoos, 1822 als Theresienfeld gegründet, wurde von König Ludwig I. 1831 zu seinen Ehren umbenannt. Der Ort, früher kommunal selbstständig, ist seit 1. Januar 1975 Teil der neu gebildeten Gemeinde Königsmoos.
Am 25. Oktober 2008 (200. Todesjahr) wurde vor der Kirche St. Josef in Klingsmoos ein Gedenkstein für Kling errichtet.
In Großkarolinenfeld, wo er ebenfalls an der Mooskultivierung mitwirkte, wurde eine Straße nach ihm benannt.